# 斎藤利安
斎藤 利安（さいとう としやす）は戦国時代の武将。
父は斎藤利永。通称は四郎左衛門。子に利匡。
後代の系図・軍記などでは子に利隆、利賢。

## 生涯
延徳2年（1490年）、白樫城を築き、初めここに居住。
土岐成頼の後継をめぐる家督争いでは、明応4年（1495年）7月、妙純から土岐元頼方の古田氏討伐を命じられ、利綱とともに出陣した（船田合戦）。
明応7年（1498年）に斎藤妙純・利親父子が戦死すると、まだ幼い利親の子・利良の後見のため稲葉山城山麓に移る。
永正年間（1504年から1520年にあたる）、長井長弘とともに長良天神神社（岐阜市）の社殿を修復。

### 長井長弘同一人物説
『美濃明細記』（斎藤系の項）によると長井長弘と同一人物とされ、美濃国池田郡白樫城から本巣郡文殊城に移り崇福寺 (岐阜市)を建立する。さらに稲葉山山麓の長井洞に移り、家臣筋の長井新左衛門尉（斎藤道三の父）に殺害されたとされる。法名は崇福寺桂岳宗昌。墓所は崇福寺。

### 系譜の混乱
前斎藤氏の系譜に関しては上記のように長井長弘と同一人物とされるなど、後代の軍記・史書・系図などによる混乱が見られる。
同時代の香語・下火語の分析によると、利安の戒名は敬仲元粛である。よって、息子は利匡（桂岳宗昌）、孫は利賢となる。